# 제2대 그랜빌 백작 존 카터렛

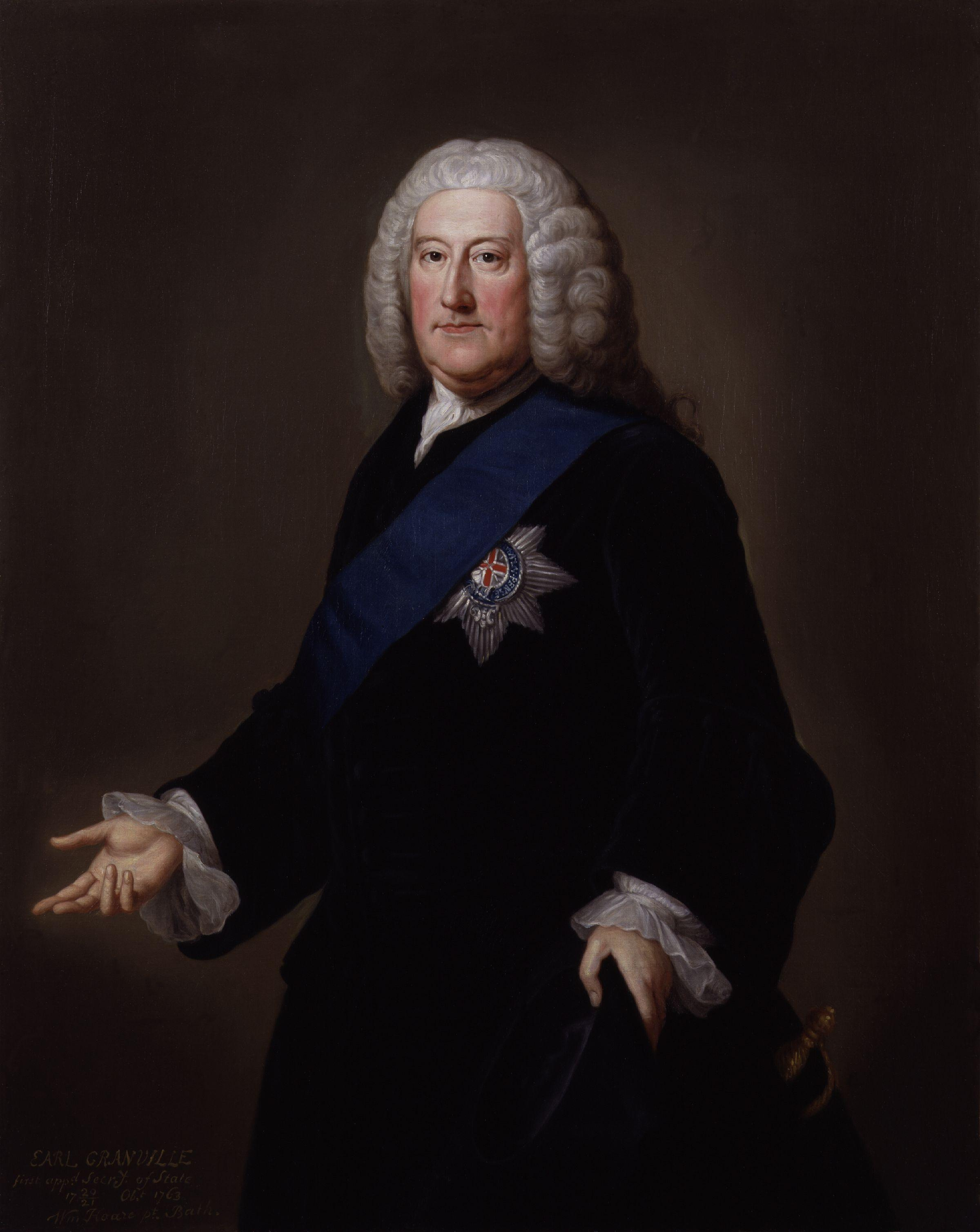
존 카터렛, 제2대 그랜빌 백작

제2대 그랜빌 백작 제7대 사크 경 존 카터렛(John Carteret, 2nd Earl Granville, 7th Seigneur of Sark, KG, PC, 1690년 4월 22일 ~ 1763년 1월 2일)은 영국의 정치가이다. 카터렛 경(Lord Carteret)으로도 잘 알려져있다. 1715년부터 사크섬의 제7대 영주(siegneur)였다가 1720년 봉읍을 팔았다.
1751년에서 1763년까지 영국 추밀원의 의장을 맡았으며 제1대 윌밍턴 백작 스펜서 콤프턴이 총리직(제1대장경)에 취임하자 매우 가깝게 협력하여 사실상 내각 전체의 실권을 가지고 있었다. 그가 외국으로 떠나 부재중이던 동안 콤프턴이 사망했고, 귀국하였을 때에는 헨리 펠럼이 그 지위를 확립하고 있었다. 곧 1744년 펠럼의 종용으로 조지 2세에 의해 해임당한다.